# 福耶
福耶（法語：Fauillet，法語發音：[fojɛ]）是法国洛特-加龙省的一个市镇，属于马尔芒德区。

## 地理
福耶（44°25'33"N, 0°17'24"E）面积14.23 平方千米，位于法国新阿基坦大区洛特-加龍省，该省份为法国西南部内陆省份，北起多爾多涅省，西接吉倫特省和朗德省，南至热尔省，东临塔恩-加龙省和洛特省。
与福耶接壤的市镇（或旧市镇、城区）包括：福格罗勒、贡托德诺加雷、拉格吕埃尔、塞内斯蒂、托南斯、瓦雷斯。
福耶的时区为UTC+01:00、UTC+02:00（夏令时）。

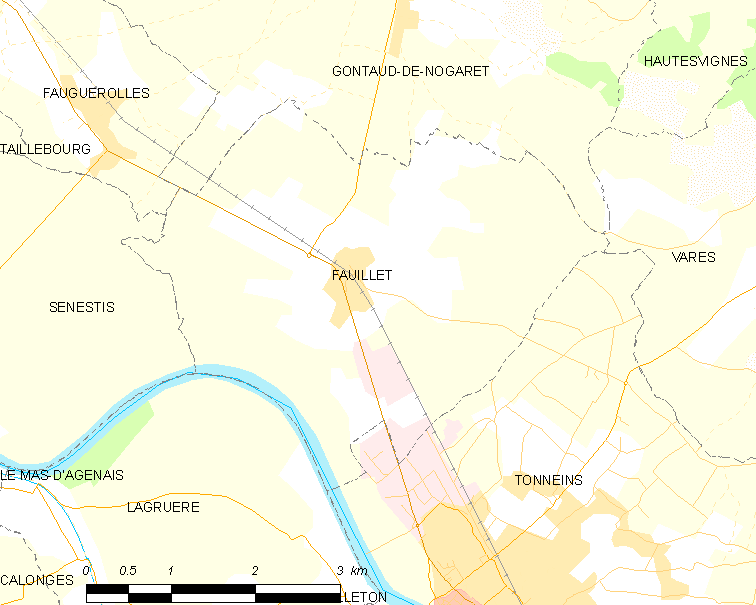
福耶的OSM定位图

## 行政
福耶的邮政编码为47400，INSEE市镇编码为47095。

## 政治
福耶所属的省级选区为托南斯县。

## 人口

1962-2008年间福耶人口变化图示

福耶于2022年1月1日时的人口数量为857人。